# Museo Nacional de Arte Decorativo

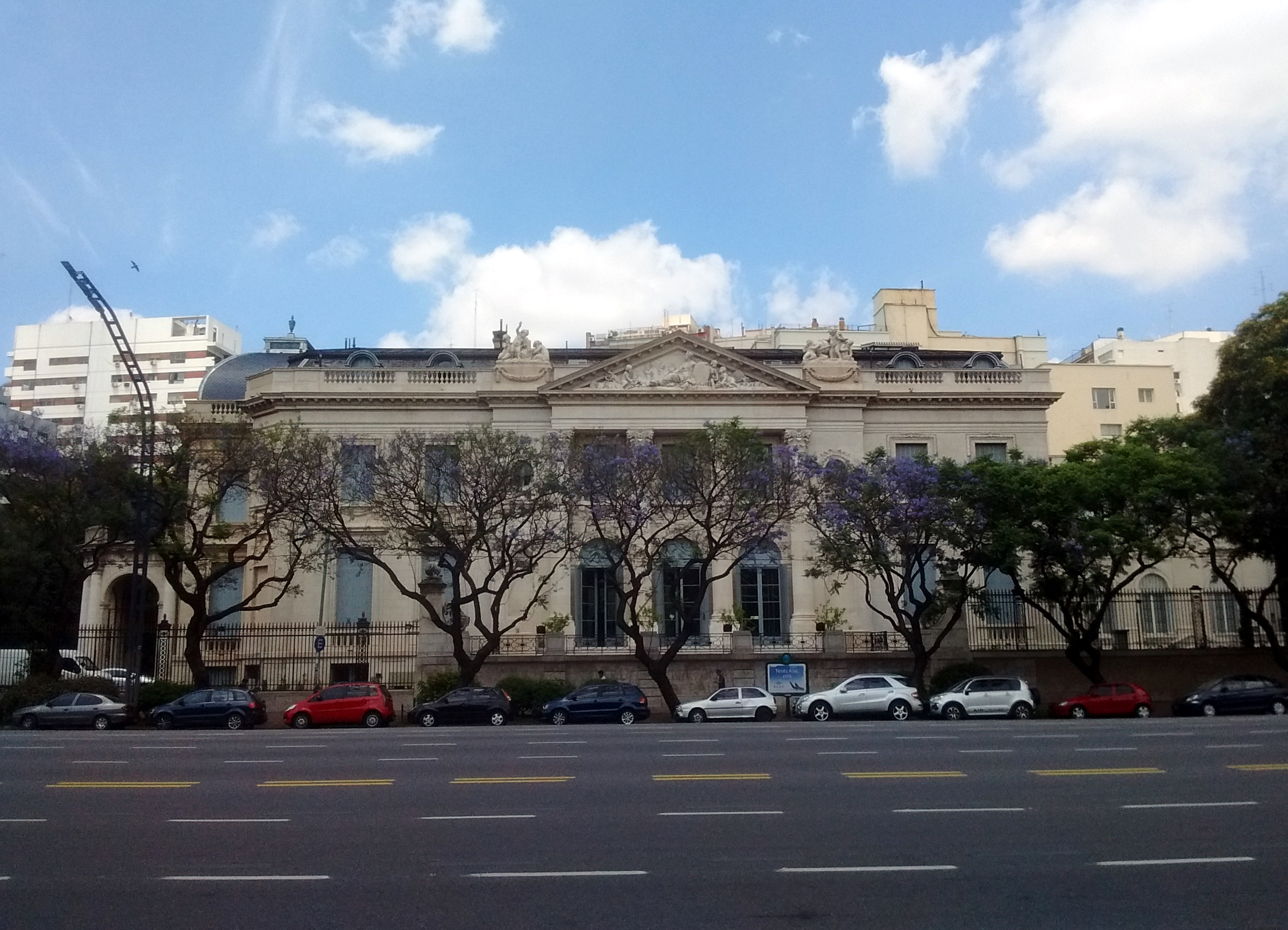
Das Museo Nacional de Arte Decorativo

Das Museo Nacional de Arte Decorativo  (dt.: Nationalmuseum der Dekorativen Künste) ist ein Kunstgewerbemuseum in der argentinischen Hauptstadt Buenos Aires. Es befindet sich im ehemaligen Palacio Errázuriz an der Avenida del Libertador im Stadtteil Palermo.

## Überblick
Das Museum hat seinen Ursprung in der Heirat zwischen zwei prominenten Mitgliedern der besseren Gesellschaft der Jahrhundertwende: 1897 heiratete Matías Errázuriz, Sohn chilenischer Einwanderer, Josefina de Alvear, die Tochter von Bürgermeister Torcuato de Alvear. 
Das Paar beauftragte 1911 den französischen Architekten René Sergent, ein Wohnhaus zu bauen, für die Zeit nach der Tätigkeit von Errázuriz als Botschafter in Paris. Das reich verzierte Gebäude im neoklassischem Stil inspirierte auch die Familie Bosch ein ähnliches Haus in der Nachbarschaft zu bauen. Dort befindet sich heute die Residenz des US-amerikanischen Botschafters. 1916 wurde das Haus des Ehepaars Errázuriz-Alvear fertiggestellt, zwei weitere Jahre wurden darauf verwendet, das Haus mit vielen Antiquitäten und Kunstobjekten auszustatten.
Als Josefina de Alvear 1935 starb, vermachte der Witwer auf Anraten seiner Kinder das Haus der argentinischen Regierung. 1937 wurde das Museum eröffnet. Seitdem hat sich wenig verändert. In den zwölf Ausstellungsräumen sind über 4000 Objekte zu sehen, darunter Gemälde von El Greco, Jean Honoré Fragonard und Édouard Manet, Skulpturen der Antike und von Auguste Rodin, ostasiatische Kunst, Wandteppiche, Porzellan, Möbel des 18. Jahrhunderts und eine Sammlung von Miniatur-Kunst. Die Dauer-Ausstellung wird ergänzt durch Wechselausstellungen, außerdem finden regelmäßig Chorkonzerte und Kurse statt. 
Das Museumsgebäude ist außerdem Sitz der Academia Argentina de Letras.